# 秋風嶺駅
秋風嶺駅（チュプンニョンえき）は、大韓民国忠清北道永同郡秋風嶺面にある、韓国鉄道公社（KORAIL）京釜線の駅。
京釜線の中で最も標高が高い所に位置する駅である（227m）。

## 駅構造
島式ホーム2面4線を有する地上駅。各ホームと駅舎とは構内踏切で連絡している。
駅構内に給水塔があり、登録文化財第47号に登録されている。

### のりば
- 乗り場の番号は線路1線ごとではなく、ホーム1面ごとにつけられている。

| 1 | 京釜線（下り） | 金泉・東大邱・密陽・釜山方面 |
| 2 | 京釜線（上り） | 大田・天安・水原・ソウル方面 |

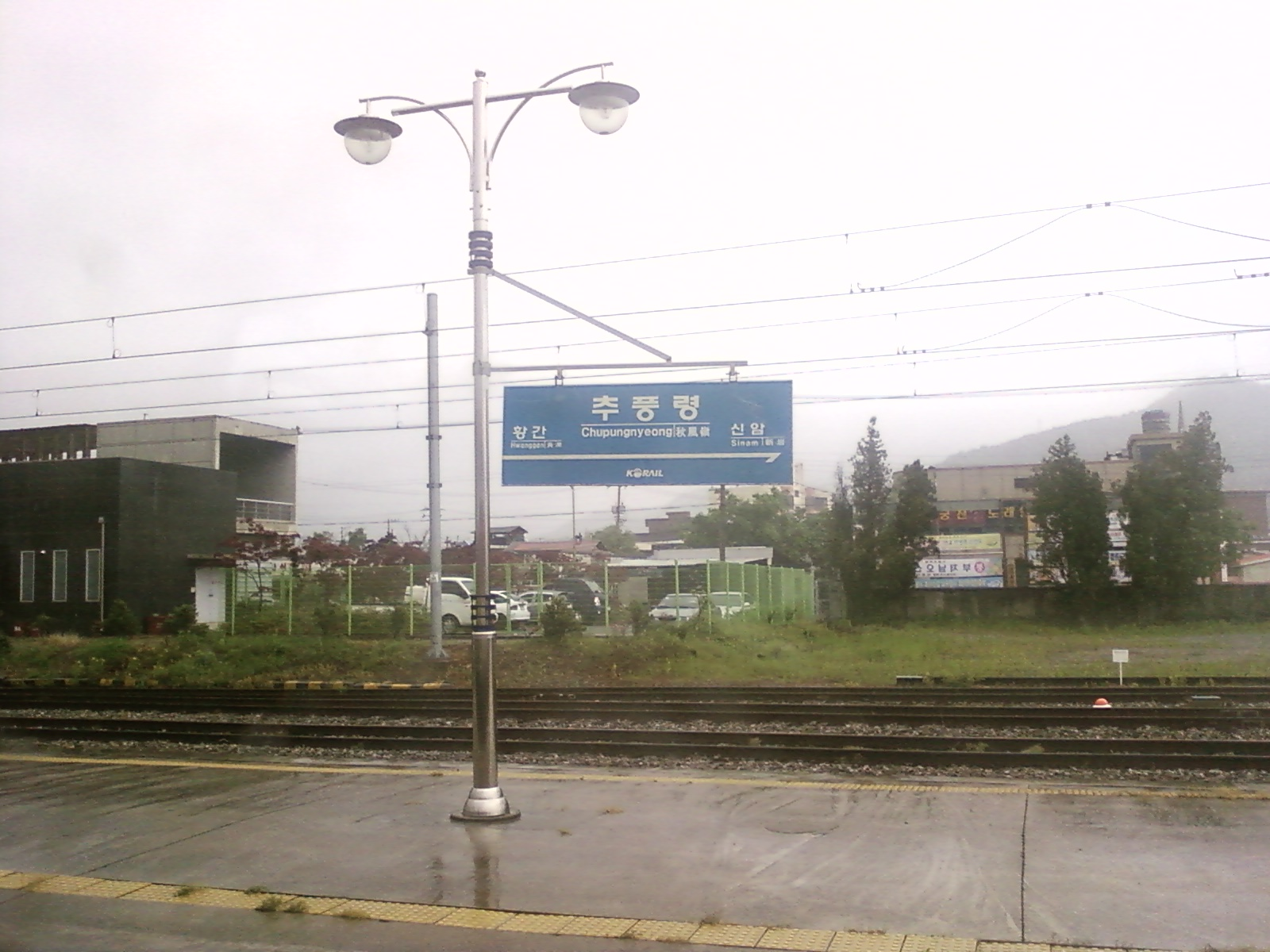
駅名標（2010年撮影）
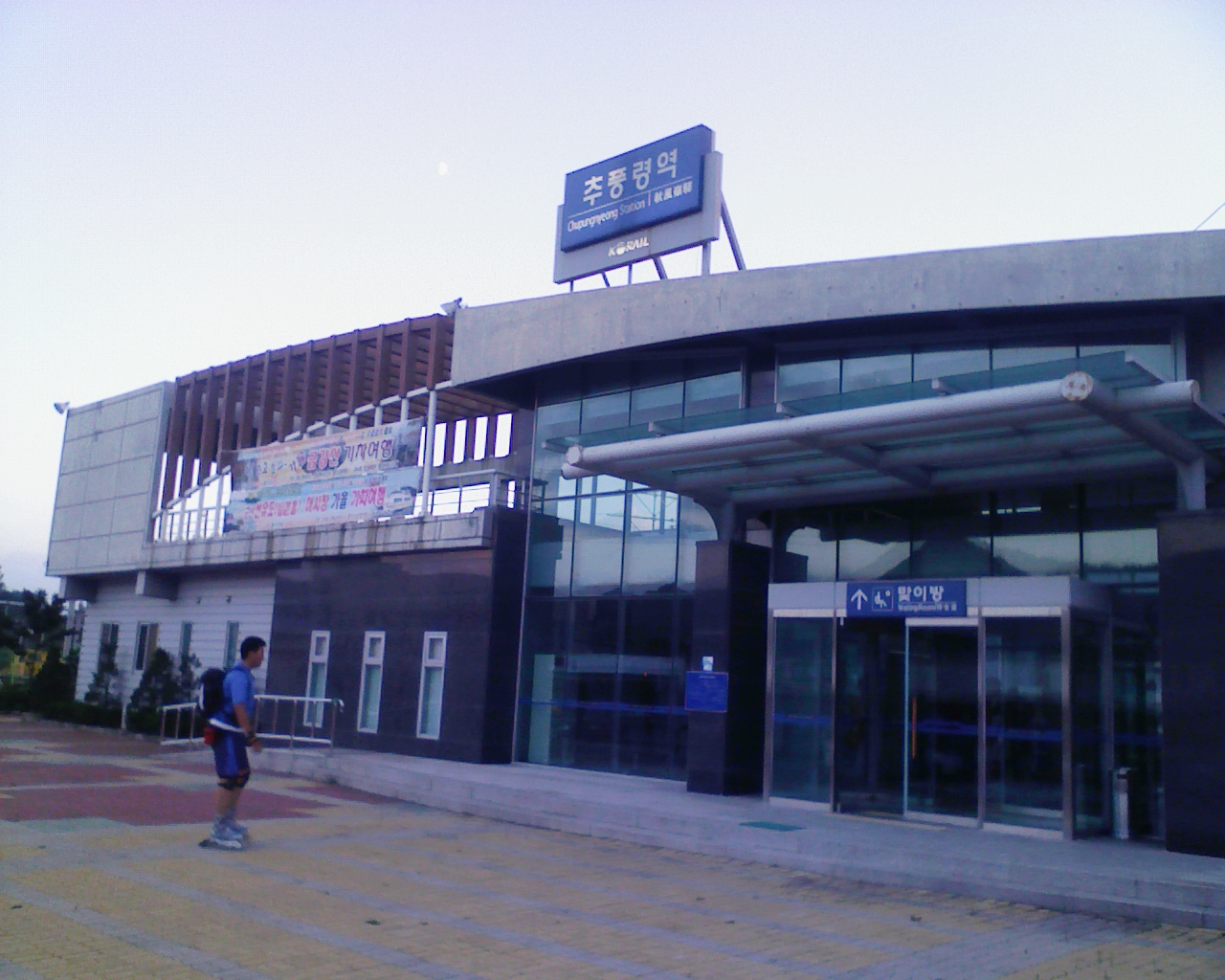
駅舎正面(2007年9月)

## 利用状況
2010年度の1日平均乗車人員は47人、1日平均乗降人員は99人である。

## 駅周辺
- 秋風嶺
- 秋風嶺中学校
- 秋風嶺初等学校
- 普光寺

## 歴史
- 1905年1月1日 - 開業。
- 1941年10月25日 - 駅舎新築。
- 2003年1月28日 - 駅構内にある給水塔が登録文化財第47号に登録される。
- 2003年7月25日 - 現在の駅舎を新築。

## 隣の駅
韓国鉄道公社　
京釜線　
ITX-セマウル
通過
ムグンファ号
黄澗駅 - 秋風嶺駅 - 金泉駅